# Christofer Spaak
Christofer Spaak, född 1743, död 1802, var en svensk ämbetsman.

## Biografi
Christofer Spaak föddes 1743. Han var son till lektorn Nils Spaak och Anna Elisabet Risell i Karlstad. Spaak blev 1773 borgmästare i Västerviks stad och var riksdagsman för borgarståndet vid riksdagen 1778–1779, riksdagen 1786 och riksdagen 1789. Han avled 1802.

### Familj
Spaak var gift med Sara Wahlund.